# Sexygénaires
Pour plus de détails, voir Fiche technique et Distribution.
Sexygénaires est une comédie française de Robin Sykes sortie en 2023.

## Synopsis
Michel, 65 ans, est propriétaire d'un grand hôtel de Sanary-sur-Mer. Les affaires étant au plus mal, il fait tout pour rester à flot, grâce notamment à son vieil ami Jean-Claude. Il a finalement l'idée de reprendre contact avec Denis, un ami et associé avec qui il possède un bar à Paris. Michel propose à Denis de lui céder ses parts. Mais en se rendant sur place, Michel découvre que non seulement Denis a revendu le bar mais aussi qu'il est devenu mannequin senior, également appelé Sexygénaire, et tourne des publicités. Alors qu'il assiste à une séance photo, Michel est repéré par Manon, travaillant pour une agence, qui lui propose de devenir modèle. Estimant que la (très) bonne rémunération pourrait lui permettre de régler les dettes de son hôtel, Michel accepte...

## Fiche technique
Sauf indication contraire, les informations mentionnées dans cette section peuvent être confirmées par les bases de données cinématographiques IMDb et Allociné,  présentes dans la section « Liens externes ».
- Titre original : Sexygénaires
- Réalisation : Robin Sykes
- Scénario : Robin Sykes, Antoine Raimbault, Élise Larnicol, Jean-François Halin, Malek Oudjail et Haroun
- Musique : Astrid Gomez-Montoya et Rebecca Delannet
- Décors : Jonathan Israel
- Costumes : Alexia Crisp-Jones
- Photographie : Maxime Cointe
- Montage : Stéphane Freess
- Son : Antoine Deflandre, Nicolas Bouvet et Marc Doisne
- Production : David Giordano, Thibault Gast et Matthias Weber
- Sociétés de production : France 3 Cinéma, 24 25 Films, Apollo Films et Orange Studio
- Sociétés de distribution : Apollo Films
- Pays de production :  France
- Langue originale : français
- Format : couleur — 2,35:1
- Genre : Comédie
- Durée : 80 minutes
- Dates de sortie :
  - France : 
    - 17 janvier 2023 (Alpe d'Huez)
    - 14 juin 2023 (en salles)

## Distribution
Sauf indication contraire ou complémentaire, les informations mentionnées dans cette section proviennent du générique de fin de l'œuvre audiovisuelle présentée ici.
- Thierry Lhermitte : Michel Mermoz
- Patrick Timsit : Denis
- Zineb Triki : Manon
- Marie Bunel : Sylvie
- Grégoire Oestermann : Jean-Claude
- Olivia Côte : la photographe
- Célia Pilastre : Isabelle
- Xavier Robic : Antoine, le fils de Michel
- Marie Petiot : Laura, la fille de Denis
- Gisèle Torterolo : Madeleine
- Céleste Weber : Bianca
- Tristan Robin : le fils de Sylvie
- Jeremy Charvet : l'assistant casting
- Haroun : un des cadres d'Eurotel
- Élise Larnicol : la fonctionnaire du bureau des retraites